# 都灵—里昂高速铁路
都靈－里昂高速鐵路是在杜林市和里昂之間正在建設的鐵路線。該項目旨在連接意大利和法國的高速鐵路網絡，全長270公里。